# Jeu de l'oie (jeu de société)
Pour les articles homonymes, voir Jeu de l'oie.
Le jeu de l'oie est un jeu de société de parcours où l'on déplace des pions en fonction des résultats de deux dés. Traditionnellement[Depuis quand ?], ce jeu de hasard pur comprend 63 cases disposées en spirale enroulée vers l'intérieur et comportant une série de pièges. Le but est d'arriver le premier à la dernière case.

## Origine
Bien que rien ne le prouve, certains prétendent que l’origine du jeu de l'oie vient de l'Inde antique : ce serait « un symbole ludique de la “roue de la naissance et de la mort” », nommée samsara dans l'hindouisme, la victoire étant le Nirvana, l'« extinction » des réincarnations dans le cycle temporel. 
Le jeu indien de l'échelle et des serpents présente un plateau carré.
Le jeu de l'oie n'est pas une « roue » : c'est une spirale, ce qui contredit cette théorie de l'origine « indienne ». Il pourrait aussi venir des grecs, voir le Disque de Phaistos[réf. nécessaire].

## Histoire
L'une des plus anciennes mentions du jeu de l'oie date de 1617 et provient de l'ouvrage de Pietro Carrera consacré aux échecs où l'auteur affirme que ce jeu fut inventé à Florence une génération auparavant, et que François Ier de Médicis en aurait envoyé un exemplaire à Philippe II d'Espagne. Inventé donc probablement à la fin du XVIe siècle, ce jeu semble connaître un succès rapide à travers toute l'Europe : il est déposé au Registre des Libraires de Londres en 1597, imprimé en France vers 1600 et mentionné en 1614 dans le Saint-Empire.
Dans une théorie, il représenterait le chemin de pèlerinage à Compostelle,. À l'étape de Logroño du Camino francés, une place présente un jeu de l'oie géant. Un passage du Camino, près de Burgos s'appelle les monts de l'oie.
Certains auteurs[Qui ?] attribuent son succès au caractère ésotérique du parcours qu'il engendre. Ce dernier peut tout simplement être comparé à la vie humaine, avec ses aléas.[réf. nécessaire]
Des variantes ont également pu exister sous d'autres noms comme par exemple le Le jeu de la sphère ou de l'univers selon Tyco-Brahé en 1661.

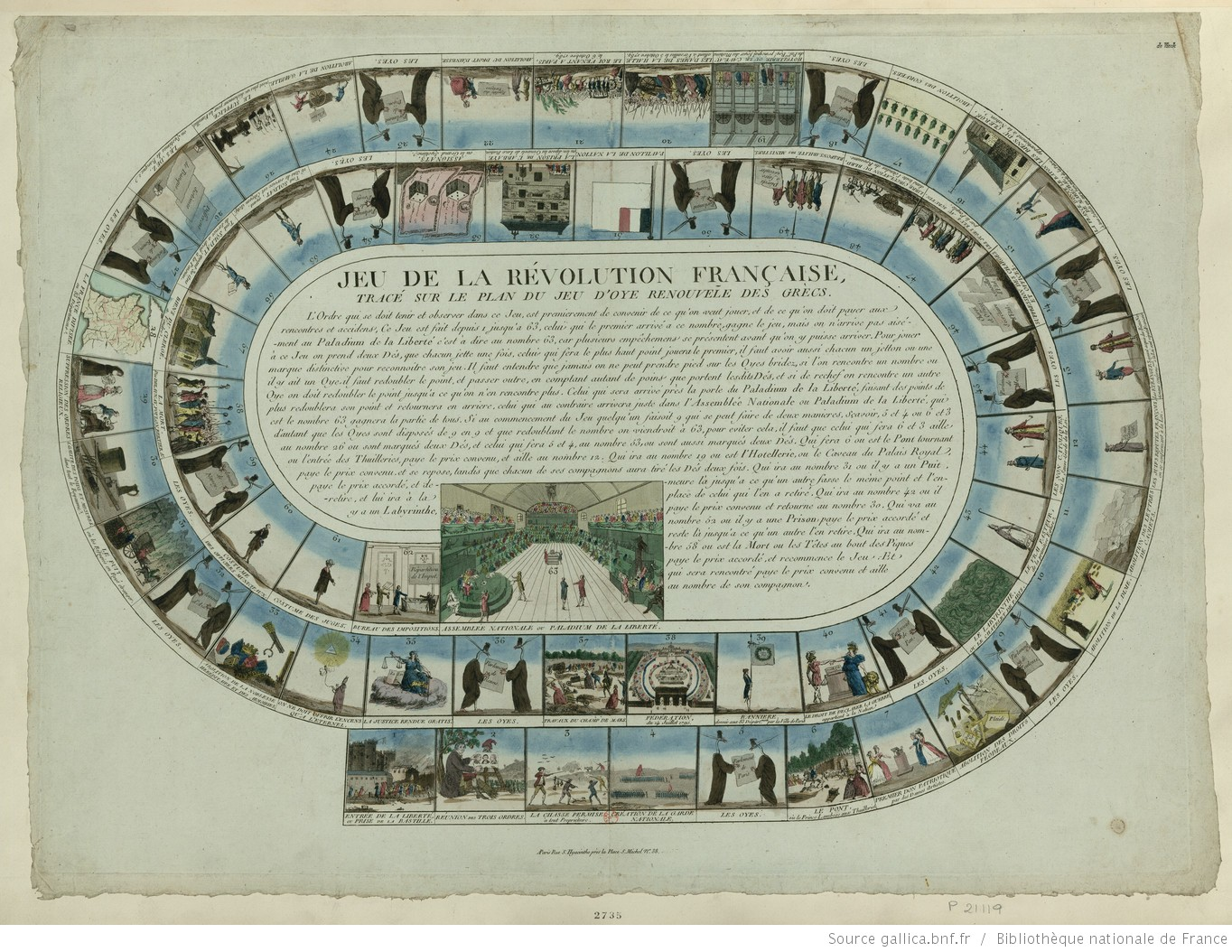
Plateau de jeu de l'oie de la fin du XVIIIe siècle sous-titré « sur le plan du jeu d'oye renouvelé des Grècs »

Le titre original du jeu français est « Le jeu de l'oye, renouvelé des Grecs » bien qu'il soit certain que ce jeu leur ait été inconnu, cette référence aux Grecs marquant, selon Claude Aveline, « le goût de l'époque pour l'hellénisme et une astuce des marchands pour donner un air ancien à un jeu nouveau ».
Sur le plan symbolique, l'oie renvoie à un animal qui annonce le danger. Le jeu de l'oie permettrait ainsi de mieux comprendre le monde. Son tracé en forme de spirale rappelle le labyrinthe à parcourir pour arriver à cette connaissance. Pont, puits, prison, mort sont autant de figures du parcours qui font référence à la mythologie.
Le tracé du jeu, imprimé sur une feuille de papier ou de carton, a donné lieu à de multiples variantes qui en font un des archétypes de l'imagerie populaire de plusieurs pays (bien qu'il soit très peu connu en Grande-Bretagne et ignoré aux États-Unis comme en Asie). Il est parfois confondu avec un genre graphique et littéraire très répandu en Catalogne, l'auca (« oie »), feuille imprimée avec une succession d'images accompagnées de textes rimés, qui est au début (au XVIIe siècle) une loterie, sans rapport avec le jeu de l'oie.
Au XVIIIe siècle les parcs de certains châteaux français d'agrément contenaient un jeu de l'oie géant, où les "oies" étaient figurées par des valets tandis que les invités maniaient un dé fait en bois creux. De tels jeux existent dans les parcs de Chamarande et de Chantilly. Il y en avait un à Choisy- -le-Roi.
Les collectionneurs de jeux de l'oie sont appelés ocaludophiles.

## Les différentes cases
La règle de base est intangible. Le jeu se joue avec 2 dés. Un premier coup décide de celui qui va commencer. L'oie signale les cases fastes disposées de 9 en 9. Nul ne peut s'arrêter sur ces cases bénéfiques et on double alors le jet.
- Qui fait 9 au premier jet, ira au 26 s'il l'a fait par 6 et 3, ou au 53 s'il l'a fait par 4 et 5.
- Qui tombe à 6, où il y a un pont, ira à 12.
- Qui tombe à 19, où il y a un hôtel, se repose quand chacun joue 2 fois.
- Qui tombe à 31, où il y a un puits attend qu'on le relève.
- Qui tombe à 42, où il y a un labyrinthe retourne à 30[9].
- Qui tombe à 52, où il y a une prison attend qu'on le relève.
- Qui tombe à 58, où il y a la mort, recommence.

Le premier arrivé à 63, dans le jardin de l'oie, gagne la partie. À condition de tomber juste, sinon il retourne en arrière, sur autant de cases qu'il lui reste à parcourir.
Si un joueur tombe sur une case déjà occupée par un autre joueur il renvoie ce dernier à la case d'où il est parti. Il ne peut y avoir qu'un joueur par case.

## Variantes
Plus de 10 000 variantes sont, à ce jour, recensées. Elles abordent tous les domaines : l'éducation, la morale, la religion, la littérature, l'histoire, l'héraldique, les sciences, la publicité, les sports, etc. C'est Henry d'Allemagne qui, en 1950, initia, en France, la première tentative de classement.
- Le « jeu de la casserole » est un jeu de l'oie antimaçonnique en 33 cases qui fut mis en vente dès 1905[10]. Le titre s'inspire de l’« affaire des casseroles » ou « affaire des fiches » au début du XXe siècle.
- Le jeu de l'affaire Dreyfus publié en 1898 par le journal l'Aurore est sans doute le jeu historique le plus connu.
- Les élections présidentielles, considérées comme un parcours acharné, ont très souvent inspiré les dessinateurs de jeux de l'oie, notamment ceux du Canard enchaîné.
- Le journal Vu publia en 1933 un jeu de l'oie automobile qui est le premier jeu illustré par la photographie.

## Jeux dérivés

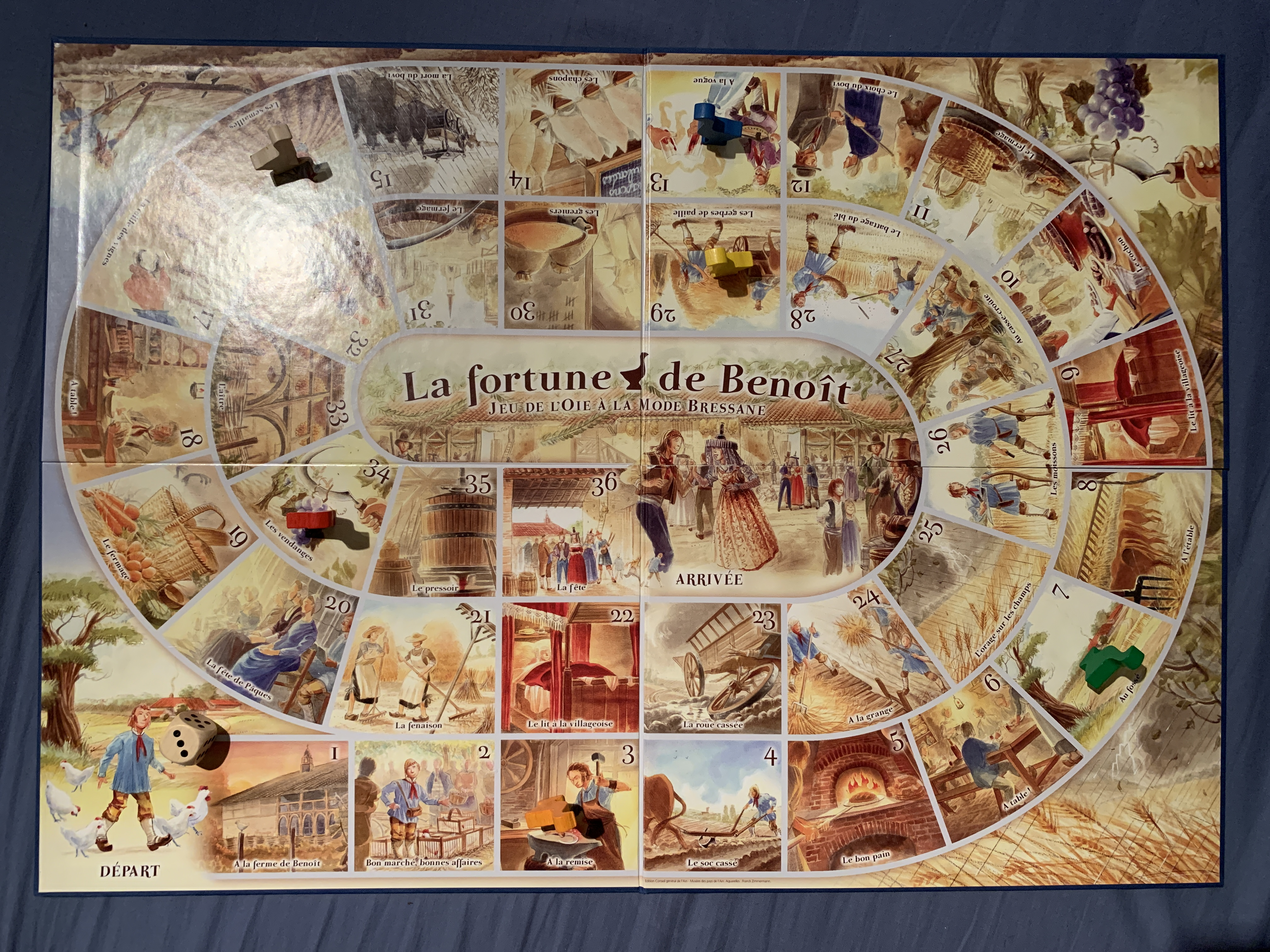
Plateau du jeu La fortune de Benoît.

De nombreux jeux de parcours sont dérivés du jeu de l'oie.
Parmi lesquels on note :
- Le jeu des singes
- Le jeu du soldat français
- Le Martinetti
- Le jeu de la chouette est parfois pris pour un jeu de l'oie, mais n'est pas un jeu de parcours: c'est un pur jeu de dés, sans pions, fait de cercles concentriques (et non d'un parcours en spirale).
- La fortune de Benoît, version bressane du jeu de l'oie.

## Dans la littérature
Plusieurs œuvres ont été illustrées par le jeu de l'oie. Dès le XVIIIe siècle, les Fables d'Ésope, puis de la Fontaine, Don Quichotte, les contes de Perrault servent de base à des parcours originaux. Au XIXe siècle deux romans d'Eugène Sue inspirent les imagiers : le jeu du Juif errant et celui des Mystères de Paris.
L'acte deux de La Belle Hélène de Jacques Offenbach, sous-titré Le jeu de l'oie, s'articule autour d'une partie de ce jeu, où Calchas convaincu de tricherie, est amené à favoriser l'introduction de Pâris auprès d’Hélène.
Jules Verne base son roman Le Testament d'un excentrique sur le jeu de l'oie. Il s'agit d'une gigantesque traversée des États-Unis en un long parcours concentrique : chaque case correspond à un État des États-Unis de l'époque, les participants partant de Providence pour terminer à Chicago, avec les mêmes aléas que dans le jeu. Comme le nombre d'États est inférieur à celui du nombre de cases du jeu de l'oie, l'État de l'Illinois (celui de la ville de Chicago) est répété plusieurs fois. Le gagnant du jeu de l'oie sera désigné comme l'héritier d'un millionnaire de Chicago. Un autre roman célèbre de Jules Verne Le Tour du monde en quatre-vingts jours se décline lui-même en une dizaine de jeux de parcours différents, dont celui de l'oie.
Gérard Cartier a écrit un roman en forme de jeu de l'oie (62 chapitres, plus le "Paradis", reprenant les cases obligées du jeu : labyrinthe, puits, prison, etc.), L'Oca nera. L'action se déroule dans le Vercors et le Piémont ; les thèmes en sont les exactions de Mireille Provence ("l'espionne du Vercors") pendant l'Occupation, la fuite en Italie de Marcel Déat  et les travaux contestés du projet Lyon-Turin .
Laurent Kloetzer base son roman fantastique La Voie du Cygne, paru en 1999, sur le jeu de l'oie. Cette fois-ci, ce sont la structure du roman et son intrigue qui reflètent le tablier de ce jeu de hasard, au fil d'une enquête menée par un scientifique excentrique dans une cité décadente afin de délivrer sa fille adoptive de la prison où elle a été jetée après avoir faussement été accusée du meurtre d'un prince.

## Jeux de l'oie monumentaux
Au XVIIIe siècle, plusieurs jeux de l'oie végétaux monumentaux sont aménagés dans les jardins de châteaux liés à la royauté :
- Jeu de l'oie du domaine de Chamarande (Essonne) : réalisé par l’architecte Pierre Contant d’Ivry en 1742[11], il est resté à l’abandon de longues années avant d'être réhabilité en 2018[12].
- Jeu de l'oie du château de Chantilly (Oise) : créé en 1739[13], réhabilité en 2015.
- Jeu de l'oie de château de Choisy-le-Roi (Val-de-Marne) : créé en 1750, il a désormais disparu.